# Conus millepunctatus
Conus millepunctatus é uma espécie de gastrópode do gênero Conus, pertencente à família Conidae.